# Mikronutrijent
Mikronutrijenti su nutrijenti koji su neohodni tokom života ljudi i drugih živih bića u malim količinama da bi se omogućilo odvijanje niza fizioloških funkcija. Živi organizmi ne mogu sami da proizvedu mikronutrijente. Kod ljudi ova grupa materija obuhvata mikrominerale koji su neophodni manjim od 100 miligrama na dan, za razliku od makrominerala, koji su neohodni u većim količinama. U mikrominerale se ubrajaju gvožđe, kobalt, hrom, bakar, jod, mangan, selen, cink i molibden. Mikronutrijenti takođe obuhvataju vitamine, koji su organska jedinjenja.

## Spoljašnje veze
- Mreža za održivu eliminaciju jodne deficijencije
- Mikronutrijenti Архивирано на веб-сајту  (20. април 2009)